# Saint-Prix-lès-Arnay
Saint-Prix-lès-Arnay település Franciaországban, Côte-d’Or megyében. Lakosainak száma 203 fő (2022. január 1.). Saint-Prix-lès-Arnay Arnay-le-Duc, Maligny, Foissy és Magnien községekkel határos.

## Népesség
A település népessége az elmúlt években az alábbi módon változott:
| Lakosok száma | 262  | 260  | 236  | 247  | 242  | 234  | 227  | 215  | 209  | 203  |
|               | 1968 | 1982 | 1990 | 2006 | 2013 | 2015 | 2017 | 2019 | 2020 | 2022 |